# 地獄のババぬき
『地獄のババぬき』（じごくのババぬき）は、上甲宣之の小説。『そのケータイはXXで』の続編で、しより&愛子シリーズの第2作で阿鹿里村の事件から1年半後の物語。

## ストーリー
卒業旅行のため夜行バスで東京に向かった水野しよりと火請愛子。だが、バスジャック事件に巻き込まれてしまう。一方、深夜タクシーに乗ってラジオを聴いているしよりの親友土田弥生はラジオから流れる怪談話に耳を傾けていた。ところがその話は現実を侵食し始めていく。
導かれるようにしよりと愛子に合流する弥生。バス車内では、犯人の命令によって命を賭けた地獄のババ抜きをすることになる。

## 登場人物
水野しより（みずの しより）
女子大生。阿鹿里村の生還者で、その阿鹿里村の事件では、押入れで見つけたケータイにかかってきた物部からの電話に助けられ、今は自分のケータイを持っていて、物部の彼女でもある。
火請愛子（ひうけ あいこ）
しよりの友人。阿鹿里村の事件があってから、テレビのインタビューに出演したり、雑誌の取材を受けていた。その体験談からついたあだ名はファイティング･プーパー（戦うトイレ娘）。以前勤めていた｢別れ屋｣の業績トップだったが、スリルは阿鹿里村で懲りたとのことで別れ屋を辞め、動物探偵という職に就いている。
土田弥生（つちだ やよい）
しよりの友人。しよりと同じ大学に入り、心理学を学んでいる。深層心理に詳しく、JOKER’s SELECTではしよりにケータイでアドバイスをしていた。
西園寺レイカ（さいおんじ れいか）
別れ屋のトップの座を愛子に奪われ、なおかつ彼氏までも愛子に奪われたことで愛子を恨み、阿鹿里村まで追いかけてきた。その強い執着心とバケモノのような生命力でしつこく愛子を追いかけた殺人鬼だが、2年前までは凶暴ではなかった（「XX（エクスクロス）ゼロ 呪催眠カーズ」参照）。裁縫バサミを常備している。
物部（もののべ）
しよりの彼氏。阿鹿里村の事件では、しよりの見つけた、妹のケータイに電話をして脱出の手助けをしてあげた。外見は醜く、太っている。その外見からは想像も出来ないようなハスキーな声であり、今はラジオのDJをしている。
雛乃森千尋(ひなのもりちひろ)
霊媒体質娘で人形娘。人形娘に憑依（？）する人間嘘発見器フキエ姫を従えている。実は後に『コスプレ幽霊 紅蓮女』で阿鹿里村に関係する重要な人物だと判明する